# 馮伉
馮伉（742年/743年-809年），原為魏州元城人，父親馮玠遷居，改籍貫為京兆。
大曆初，登五經秀才科，當上長安尉。建中四年，登博學三史科。之後又任膳部員外郎，成為睦王等人的侍讀。
李抱真逝世，馮伉去憑弔，李抱真的兒子送他數百匹帛，他不接受。又想送他到京城，馮伉為此表奏，堅決不接受。
醴泉令一職空缺，宰相推薦的人都不合德宗意，德宗知道馮伉為人清廉，便命他出任。當地有不少人多次犯法，馮伉便作了《諭蒙》十四篇，內容主要為勸人務農、進學和忠孝。在那裏住了七年後，韋渠牟推薦他為給事中，皇太子及諸王侍讀。他被召見於別殿，獲賜金紫服。順宗即位，當上尚書兵部侍郎、同州刺史、國子祭酒、左散騎常侍，又領導太學。元和4年逝，享年六十六歲，獲追贈禮部尚書。
《全唐詩·卷330》錄有他兩首詩：《和權載之離合詩（時為給事中）》、《享文恭太子廟樂章二首》。

## 延伸阅读
[在维基数据编辑]
 在维基文库阅读此作者作品
 《舊唐書·卷189下》，出自刘昫《舊唐書》
 《新唐書·卷161》，出自《新唐書》